# Microcercus lugubris
Microcercus lugubris är en kräftdjursart som beskrevs av Arcangeli 1950. Microcercus lugubris ingår i släktet Microcercus och familjen Eubelidae. Inga underarter finns listade i Catalogue of Life.